# احمد عبدالقادر
احمد عبدالقادر (عربی: أحمد عبد القادر أبو إسماعيل؛ زادهٔ ۱۰ نوامبر ۱۹۶۸) بازیکن سابق و مربی فوتبال اهل اردن است.
از باشگاه‌هایی که در آن بازی کرده‌است می‌توان به اشاره کرد.
وی همچنین در تیم ملی فوتبال اردن بازی کرده‌است.